# Jorge Osório Mourão
Jorge Osório Mourão foi um major-general piloto aviador na situação de reforma. Nasceu em Lisboa, a 20 de janeiro de 1923 e morreu a 3 de abril de 2025, com 102 anos. Ao longo da sua carreira ocupou diversos cargos de comando e de estado-maior tendo sido agraciado com nove condecorações nacionais, duas condecorações estrangeiras e quinze louvores.

## Carreira Militar
Iniciou a carreira militar como voluntário, sendo incorporado na Escola Prática de Infantaria, Mafra, a 2 de agosto de 1943, como soldado-cadete. Naquela unidade militar frequentou a Escola de Recrutas e o Curso de Oficiais Milicianos, após o que passou à situação de disponibilidade. A 3 de novembro de 1943, ingressou na Escola do Exército (atual Academia Militar) onde concluiu a primeira parte do Curso de Aeronáutica, em 1946, com a classificação de 14,5 valores. A seguir apresentou-se na Base Aérea n.º 1, Sintra, onde frequentou o Tirocínio.
Após o Tirocínio, foi colocado na Base Aérea Nº 1 a 5 de dezembro de 1947, agora como Oficial Piloto Aviador do quadro permanente da Força Aérea Portuguesa. Durante o período em que esteve colocado naquela base, frequentou com aproveitamento o Curso de Instrutores Militares de Ginástica e Esgrima (setembro de 1948 a setembro de 1949), na Escola do Exército. Entre janeiro de 1951 e setembro de 1953, desempenhou funções no Centro de Instrução Aeronáutica de Lourenço Marques. De regresso à Base Aérea n.º 1, Sintra, onde esteve colocado entre setembro de 1953 e abril de 1957, frequentou o Curso de Guerra Atómica, Biológica e Química (ABC - atomic, biological, and chemical), em Salisbury, Grã-Bretanha.
Colocado no Comando Geral das Forças Aéreas, desde abril de 1957, já em período de transição para a formação do Estado Maior da Força Aérea, regressou à Grã-Bretanha a fim de frequentar o Curso de Estado Maior do RAF Staff College, Andover, Grã-Bretanha (abril de 1957 a março de 1958) e o Curso de Informações da RAF Intelligence School (abril de 1958). Após estes cursos regressou ao Estado Maior da Força Aérea onde desempenhou funções na 2.ª repartição (Informações). Enquanto esteve colocado no Estado Maior da Força Aérea, frequentou ainda o 18.º Curso do NATO Defense College (setembro de 1960 a fevereiro de 1961), em Roma, e o Curso da NATO sobre Comunismo (outubro de 1961), em Oxford, Grã-Bretanha.
A 27 de outubro de 1962, com o posto de tenente-coronel, assumiu o comando do Aeródromo Base 3, no Negage, Angola. Exerceu estas funções até outubro de 1964, tendo-lhe sido conferido louvor pelo Secretário de Estado da Aeronáutica. Regressou ao Estado Maior da Força Aérea onde exerceu as funções de Chefe da 2.ª repartição até partir para a República da África do Sul para representar Portugal como Adido Aeronáutico e Militar em Pretória. Após o regresso a Portugal, foi colocado como comandante da Base Aérea da Ota e frequentou posteriormente o Curso Superior de Comando e Direção (1972/1973) tendo em vista a promoção a oficial general. Iniciou funções na 1ª Região Aérea em maio de 1973. Em janeiro do ano seguinte foi colocado na 2ª Região Aérea (Angola) onde se manteve até ser exonerado das suas funções, a 13 de maio de 1974, por despacho da Junta de Salvação Nacional. Desligado do serviço e sem situação definida desde aquela data devido a um processo de “saneamento” em que «não houve processos organizados, nem atas das reuniões em que tais medidas foram deliberadas», conforme declarou o então coronel Pezarat Correia, membro do Conselho da Revolução, teve a sua situação esclarecida apenas em 1986 quando, por despacho de 12 de março, foi reconstituída a carreira transitando para a situação de reserva desde janeiro de 1980 por ter atingido o limite de idade.

## Louvores e Condecorações
Nos seus documentos estão averbados quinze louvores e várias condecorações nacionais e estrangeiras, a seguir indicadas por ordem cronológica:
- Medalha de Mérito Militar de 3.ª Classe - 5 de agosto de 1954;
- Cruz da Orden del Mérito Aeronáutico (Espanha) - 12 de dezembro de 1959;
- Medalha de Mérito Militar de 2ª Classe - 5 de maio de 1960;
- Medalha da Ordem de Mérito Santos Dumont (Brasil) - 28 de novembro de 1960;
- Medalha de Prata de Serviços Distintos - 1 de outubro de 1962;
- Grau de Cavaleiro da Ordem Militar de Avis - 14 de setembro de 1964;
- Medalha Comemorativa das Campanhas das Forças Armadas no Norte de Angola - 13 de novembro de 1964;
- Medalha de Prata de Serviços Distintos com Palma - 13 de janeiro de 1965;
- Medalha de Mérito Santos Dumont, de prata (Brasil) - 15 de dezembro de 1966;
- Grau de Oficial da Ordem Militar de Avis - 26 de agosto de 1967;
- Grau de Comendador da Ordem Militar de Avis - 22 de dezembro de 1970;
- Medalha de Ouro de Comportamento Exemplar - 17 de dezembro.

## Outras atividades
Para além da carreira na Força Aérea Portuguesa, desenvolveu outras atividades relevantes:
- Fez parte do grupo dos fundadores Aeroclube de Torres Vedras;
- Foi presidente do Aeroclube de Portugal;
- Foi fundador e primeiro presidente da Associação da Força Aérea Portuguesa (AFAP) entre 1983 e 1988;
- Foi vice-presidente da Liga dos Combatentes, entre 1992 e 1996;
- Foi vice-presidente e representante da Força Aérea na Comissão Portuguesa de História Militar, entre 1989 e 1997.